# Mark Wallner
Mark Philip Wallner (Múnich, Alemania; 20 de julio de 1999) es un tenista profesional alemán especializado en dobles. Su más alta clasificación en el ranking ATP es el 77° puesto alcanzado el 27 de enero de 2025.
Habitualmente juega junto a Jakob Schnaitter, con quien comparte entrenador, Marc Meigel.

## Carrera
Wallner jugó a nivel universitario en la Universidad de Temple, antes de ser transferido a la Universidad de Tennesee.

### 2024
Su debut en un cuadro principal ATP se produjo en el Torneo de Múnich, donde formó pareja con su compatriota Jakob Schnaitter en el torneo de dobles. Fueron eliminados en primera ronda ante Marcus Daniell y Philipp Oswald por 4-6, 4-6.
También entró directamente al cuadro principal del abierto de Hamburgo junto a Schnaitter, instancia en la que consiguió su primer triunfo a nivel ATP, en la victoria en primera ronda ante N. Sriram Balaji y Rohan Bopanna por 6-1, 6-4.

## Títulos ATP (0; 0+0)

### Dobles (0)
| Leyenda                         |
| Grand Slam (0)                  |
| ATP Wourld Tour Finals (0)      |
| ATP Masters 1000 World Tour (0) |
| ATP World Tour 500 series (0)   |
| ATP World Tour 250 series (0)   |

#### Finalista (1)
| N.º | Fecha              | Torneos  | Superficie    | Pareja           | Oponentes en la final              | Resultado   |
| --- | ------------------ | -------- | ------------- | ---------------- | ---------------------------------- | ----------- |
| 1.  | 6 de abril de 2025 | Bucarest | Tierra batida | Jakob Schnaitter | Marcel Granollers Horacio Zeballos | 6-7(3), 4-6 |

## Títulos ATP Challenger (4;0+4)

#### Dobles (4)
| N° | Fecha         | Torneo       | Superficie    | Pareja           | Oponentes en la final          | Resultado        |
| -- | ------------- | ------------ | ------------- | ---------------- | ------------------------------ | ---------------- |
| 1. | mayo de 2024  | Praga 2      | Tierra batida | Jakob Schnaitter | Jiří Barnat Jan Hrazdil        | 6-3, 6-1         |
| 2. | mayo de 2024  | Augsburgo    | Tierra batida | Jakob Schnaitter | David Pichler Michael Vrbenský | 3-6, 6-2, [10-8] |
| 3. | junio de 2024 | Bratislava 2 | Tierra batida | Jakob Schnaitter | Miloš Karol Tomáš Láník        | 6-4, 6-4         |
| 4. | julio de 2024 | Karlsruhe    | Tierra batida | Jakob Schnaitter | Dan Added Grégoire Jacq        | 6-4, 6-0         |